# Magnum Research BFR
Le Magnum Research BFR est un revolver à simple action, produit par la compagnie américaine Magnum Research (en). Fabriqué en acier inoxydable, il est conçu pour chambrer toute une variété de calibres imposants, tel le .500 S&W Magnum, mais également certains calibres d'armes d'épaule traditionnels, comme le .30-30 Winchester, le .45-70 Government ou le .450 Marlin. Le BFR est proposé en deux modèles, un avec barillet court, et l'autre à barillet long pour les munitions plus longues. Les lettres BFR signifient Big Frame Revolver, revolver à grande carcasse.
| BFR                      | BFR                                                                                            |
| ------------------------ | ---------------------------------------------------------------------------------------------- |
| Type                     | Revolver                                                                                       |
| Lieu de production       | États-Unis                                                                                     |
| Historique de production |                                                                                                |
| Concepteur               | Magnum Research                                                                                |
| Producteur               | Magnum Research                                                                                |
| Coût unitaire            | 1149 $                                                                                         |
| Données techniques       |                                                                                                |
| Poids                    | 1,633 à 2,404 kg                                                                               |
| Longueur hors tout       | 298,5 à 444,5 mm                                                                               |
| Longueurs de canon       | Barillets courts : 5,5" (139,7 mm) 6,5" (165 mm) Barillets longs : 7,5" (191 mm) 10" (25,4 mm) |
| Largeur                  | 1,75" (44 mm)                                                                                  |
| Hauteur                  | 6" (152 mm)                                                                                    |
| Mécanisme                | Simple action                                                                                  |
| Capacité                 | Barillet à 5 chambres                                                                          |

## Calibres disponibles
Barillet long :
- .30-30 Winchester
- .38-55 Winchester
- .375 Winchester
- .444 Marlin
- .45 Colt/.410
- .45-70 Government
- .45-90 Winchester
- .450 Marlin
- .460 S&W Magnum
- .500 S&W Magnum
- .50 Beowulf
- .500 Bushwhacker

Barillet court :
- .22 Hornet
- .218 Bee
- .44 Remington Magnum
- .454 Casull
- .480 Ruger/.475 Linebaugh
- .50 GI
- .50 Action Express
- .500 JRH